# پرواز پنجم ژوئن
پرواز پنجم ژوئن فیلمی ایرانی به کارگردانی و نویسندگی علیرضا سمیع آذر ساختهٔ سال ۱۳۶۸ است. در این فیلم مجید جعفری، ناصر آقایی، آتیلا پسیانی، محسن زهتاب و تانیا جوهری ایفای نقش می‌کنند.

## خلاصه داستان
چهار هواپیماربا، سه مرد و یک زن، روز پنجم ژوئن، یک هواپیمای ایرانی را می‌ربایند. فرماندهٔ آن‌ها شخصی است به نام فریبرز اتابکی که در میانهٔ ماجرا وارد معرکه می‌شود. دو تن از مسافران، که بعداً معلوم می‌شود یکی از آن‌ها افسر است، هواپیمارباها را خلع سلاح می‌کنند و در برابر حیرت مسافران هواپیما را به همان مقصدی که هواپیماربایان می‌بردند هدایت می‌کنند. طراحان اولیهٔ ربودن هواپیما، در مقصد، با برگزاری مصاحبه‌ای مطبوعاتی وانمود می‌کنند که همهٔ مسافران قصد پناهندگی دارند و از افسر می‌خواهند که نظراتش را در اختیار خبرنگاران بگذارد. اما او اعلام می‌کند که هواپیما را با این هدف به آن جا آورده‌است تا معلوم شود مسافران علاقه‌ای به پناهندگی سیاسی و اجتماعی ندارند. در نتیجهٔ اقدام افسر مزبور، پس از بازگشت به ایران، یکی از هواپیماربایان خود را تسلیم می‌کند و اطلاعاتش را در اختیار پلیس می‌گذارد. یک افسر پلیس برای به دست آوردن اطلاعات بیشتر با فریبرز اتابکی، فرماندهٔ ربایندگان هواپیما، تماس می‌گیرد. اما هر دو به دست طراحان اصلی توطئه کشته می‌شوند.

## بازیگران
- مجید جعفری
- ناصر آقایی
- آتیلا پسیانی
- محسن زهتاب
- تانیا جوهری
- ارژنگ فرخ پیکر
- فرشید زارعی‌فرد
- منوچهر حامدی
- هوشنگ حسامی
- بهروز بقایی
- ابراهیم‌آبادی
- حسین امیرفضلی
- فخرالدین صدیق شریف
- هایده حائری
- ایرج سرباز
- عباس قاجار
- حسین نصرآبادی
- رضا مختاری
- حسن شجاع
- فریدون ابوضیاء
- منیژه آقایی
- اسماعیل پیمان
- فرشید ابراهیمیان
- رضا منوچهری
- ژیرایر خواجوی
- اصغر فریدی ماسوله
- علاءالدین رحیمی
- محمدرضا گودرزی
- بهجت درخشانی
- کیانا دارابی
- طناز فلاحی
- نازنین بهشتین
- بهدخت ضوابطی
- شیرین صیادی
- آرزو مشعوفی
- اسفندیار ابراهیمی
- شهریار ذوالفقاری
- فرزان قلی‌نژاد
- ناصر نگهبان
- پرویز شفیع‌زاده
- حمید شفیع‌زاده
- گیلدا شفیع‌زاده
- اکبر عبدیان
- رکیا آقابیگی
- کاظم شیرین سخن
- کیوان رستم‌نژاد
- اعظم اسماعیل‌زاده
- اسماعیل علیپور
- خدیجه پورعباسی
- علی امیر وربخشایش
- ابوالفتح بابازاده
- بابک دبیراعتماد
- گیلدا دبیراعتماد
- ساحره حواریه
- فیروز فیض پور
- علی عروجی
- محمد عروجی
- خسرو خواجوی
- دانیل محمودی
- مجید قنادی
- واهیگ گریگوریان
- گورگن تارثوری
- وانیک ورازیک
- واهیگ آبداریان
- کاسیا آقامحمدی
- پیر بنگتون
- پیرهیکام اکلونت
- دیهیم فرید
- بیر سینگ
- کارنل سینگ
- یورگن بلانت
- اسکاچ ریمیچر
- جان دامر
- هولت